# AMC AMX-GT
El AMC AMX-GT es un prototipo de automóvil desarrollado por American Motors Corporation (AMC) para ser exhibido en los eventos automovilísticos de 1968. Se trataba de un gran turismo tipo cupé sin pilares intermedios y con tracción trasera, de construcción monocasco. Su concepción general y el tratamiento de la parte trasera truncada transluce la influencia del estilista de la compañía, Dick Teague.

## Desarrollo de diseño

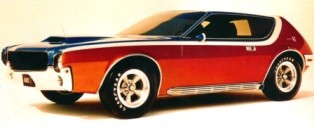
La parte delantera estaba tomada del AMX de serie

El AMX GT se construyó a partir del cupé de serie Javelin de 4 asientos, para lo que se redujo su batalla a 97 pulgadas (2464 mm) (lo mismo que los AMX de 2 asientos de serie), se rebajó la altura del techo y se recortó la parte trasera. La singular carrocería del AMX-GT incluía una parte trasera de plástico reforzado con vidrio y presentaba "tubos de escape externos" montados lateralmente.
Apareció en dos versiones. En el Salón del Automóvil de Nueva York de abril de 1968 era rojo con una franja blanca a los lados que atravesaba el techo. También tenía cubiertas de ruedas lisas y al ras, llantas genéricas completamente negras, un escape montado lateralmente, un capó con toma de aire forzado, techo integrado con un alerón trasero y ventanas laterales traseras fijas (ventanillas de esquina) sin soporte (es decir, sin "pilar B").
Las llantas se sustituyeron muy pronto por un diseño de aleación de cinco radios con neumáticos Goodyear con letras blancas. El capó y el techo fueron repintados de un azul oscuro que contrastaba con el resto de la carrocería. Este esquema de color, que seguía las principales líneas de carácter del automóvil, se aplicó a algunos de los primeros coches de carreras patrocinados por la fábrica antes de que AMC cambiara a la característica pintura de la marca con tres franjas (roja, blanca y azul).

## Legado
El AMX GT se convirtió en un escaparate que permitió presagiar los futuros modelos y opciones de producción de la compañía. Por ejemplo, los tubos de escape laterales opcionales pasaron a estar inmediatamente disponibles para los Javelin y AMX de 1969. Una versión ligeramente modificada de la toma de aire del prototipo se convirtió en parte de la opción "Go pac" disponible para los Javelin y AMX para el año modelo de 1970. El tratamiento de pintura de "máscara de sombra" negra plana también estuvo disponible en los AMX de 1970.

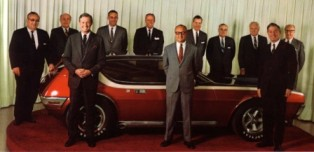
Directores de AMC con el AMX GT. Delante, de izquierda a derecha: Roy D. Chapin Jr., William V. Luneburg y Richard E. Cross

El tratamiento de la parte trasera truncada del AMX GT reapareció en 1970 en el subcompacto Gremlin, en el que se adoptó la forma general del prototipo. El diseño, un ejemplo del enfoque de Teague para maximizar los recursos limitados de AMC, resultó en una nueva versión de una plataforma existente.

## Ilustraciones
En la memoria anual de 1969 de AMC para los accionistas, varios dibujos y propuestas de diseño del AMX GT sirvieron como fondo para las imágenes de los principales ejecutivos de AMC. Para la fotografía oficial del consejo de administración, los miembros posaron con la segunda versión del prototipo, esta vez con el capó y el techo pintados de negro.